# NGC 6944
NGC 6944 é uma galáxia elíptica (E-S0) localizada na direcção da constelação de Delphinus. Possui uma declinação de +06° 59' 49" e uma ascensão recta de 20 horas, 38 minutos e 23,8 segundos.
A galáxia NGC 6944 foi descoberta em 15 de Agosto de 1863 por Albert Marth.